# Araignée (hippomobile)
Pour les articles homonymes, voir Araignée (homonymie).

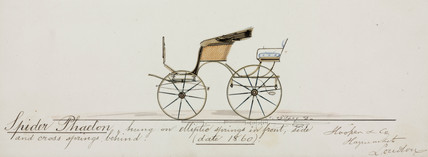
Spider Phaeton, 1860

L'araignée n'est pas un modèle particulier de voiture hippomobile. On appelle ainsi toute voiture à structure très légère, à roues très grandes et fines, évoquant les longues pattes de l'animal. Les voitures destinées aux courses de trotteurs adoptaient généralement cette forme. Une araignée à deux roues était le sulky américain. Dans sa traduction littérale en anglais, le spider désignait une sorte de phaéton dont le coffre était remplacé par un siège arrière pour un ou deux domestiques.

## Sources
Joseph Jobé, Au temps des cochers, Lausanne, Edita-Lazarus, 1976.  (ISBN 2-88001-019-5)